# 倪匡
倪 匡（げい きょう、ニー・クァン、1935年5月30日 - 2022年7月3日）は、香港在住の中国系アメリカ人の小説家、脚本家である。300を超える中国語の武侠小説とサイエンス・フィクション小説、400以上の映画脚本を手掛けた。本名は倪聡、字は亦明、ペンネームは衛斯理など。

## 生涯
上海市で生まれた。本貫は寧波府鎮海県。1950年代には内モンゴル自治区で中国共産党政府の下で公安として働き、死刑判決を書く仕事を課された。倪匡は一度、ある特定の人物について地主になろうととしたという罪でなぜ死刑が宣告されるか地元の党書記に質問した。党書記は質問を続けるならば処刑すると倪匡を脅した。倪匡によれば、自身の命が脅かされたため死刑命令をまとめた。
1955年から1956年の冬、雪と風で燃料がないため仲間とともに粗末な木橋を解体し、暖をとるための火を起こしたところ、労働改造所大隊書記から「交通を妨害した」と非難され、反革命の罪を問われた。倪匡は処罰を避け、1956年5月に脱出し南方へ逃亡。大連、上海、広州を経て1957年7月に香港へと脱出することに成功した。
倪匡のSF小説は大抵、オカルトと非現実的なことを説明するためのデウス・エクス・マキナとして地球外生命が登場する刑事/ミステリー物の形態を取る。最も良く知られた著作は『ウェズリーシリーズ』（衛斯理）と原振俠シリーズである。どちらも映画化およびテレビシリーズ化されている。倪匡の共産主義への批判はこれらの著作の一部で明白である。
倪匡はショウ・ブラザーズ・スタジオのために『片腕必殺剣』（1967年）、『大刺客』（1967年）、『残酷復讐拳』（1978年）などでチャン・チェと共同で脚本を執筆した。1972年の映画『ドラゴン怒りの鉄拳』の脚本家として、ブルース・リー演じる主人公陳真のキャクラター造形について功績を認められなかった。功績は監督のロー・ウェイのものとされた。陳真は人気の中国文化ヒーローとなり、『ドラゴン怒りの鉄拳』の膨大なリメイクと翻案の題材となった。ジェット・リーやドニー・イェンといった著名な俳優がブルース・リーの後を継いで陳真を演じた。倪匡は中国発のスーパーヒーロー映画『中国超人インフラマン』（1975年）の脚本を執筆した。
倪匡は武侠作家の金庸の友人、ファンである。倪匡は、金庸がヨーロッパ旅行中に、金庸の小説『天龍八部』の少なくとも1部分を代筆した。しかし、倪匡が代筆した部分の大半は金庸の最初の改訂で削除されている。倪匡は『天龍八部』に登場するキャクラー阿紫を物語中で盲目にした。
イギリスが香港の主権を中国政府に移譲することを計画していることを聞き、1992年、倪匡はアメリカ合衆国へ移住し、著作活動を続けた。しかし、倪匡の妻がアメリカでのライフスタイルに馴染めなかったことから、2006年に香港に戻った。
2022年7月3日に死去。

## 私生活
倪には4人の兄弟（倪亦方・倪亦倹・倪亦平・倪亦靖）と2人の姉妹（倪亦秀・倪亦舒）がいる。倪匡は李果珍と結婚し、弟の倪亦平は李果珍の妹と結婚した。
倪匡と李果珍には息子が1人、娘が1人いる。息子の倪震は、香港のエンターテインメント業界で働いており、女優のビビアン・チョウと結婚した。娘は倪穂である。

## 政治的見解
倪匡は知名度の高い反共主義者である。あるインタビューで、中国における不正に関する意見について尋ねられた時、倪匡は、中国共産党が存在し続ける限り人々は苦しみ続けるだろう、と述べた。倪匡は、世界で最も重要な価値は個人の自由であり、これには他者の自由を尊重することも含まれる、と言及した。

## フィルモグラフィー

### 映画
以下は作品の不完全な一覧である
- 1967年 片腕必殺剣 - 脚本[6][7]。
- 1968年 大女侠 - 脚本
- 1969年 鉄手無情 - 作家 役
- 1970年 英雄十三傑 - 原作
- 1971年 復讐武侠客 - 脚本
- 1971年 ノラ・ミャオ レディ・ブレイド - 脚本
- 1971年 新・片腕必殺剣 - 脚本
- 1971年 フィストバトル/拳撃 - 脚本
- 1972年 四騎士 - 脚本
- 1972年 続・拳撃 悪客 - 脚本
- 1972年 水滸伝 - 脚本
- 1972年 嵐を呼ぶドラゴン - 脚本
- 1973年 ブラッド・ブラザース 刺馬 - 脚本
- 1974年 蛇姦 - 脚本
- 1975年 空とぶギロチン - 脚本
- 1975年 カンフー東方見聞録 - 脚本
- 1976年 蛇王子 - 脚本
- 1976年 ヒーロー・オブ・カンフー 蔡李仏拳 - 脚本
- 1976年 アンジェラ・マオ レディ・クンフー 密宗聖拳 - 脚本
- 1977年 ヒーロー・オブ・カンフー 猛龍唐人拳 - 脚本
- 1977年 北京原人の逆襲 - 脚本
- 1977年 少林寺三十六房 - 脚本
- 1978年 続・空とぶギロチン ～戦慄のダブル・ギロチン～ - 脚本
- 1978年 残酷復讐拳 - 脚本
- 1978年 少林虎鶴拳 - 脚本
- 1978年 五毒拳 - 脚本
- 1978年 冷血十三鷹 - 脚本
- 1979年 少林寺英雄伝 - 脚本
- 1980年 少林拳対武当拳 - 脚本
- 1980年 カンフーエンペラー - 脚本
- 1981年 仮面復讐拳 - 脚本
- 1982年 少林拳対五遁忍術 - 脚本
- 1983年 少林羅漢拳 - 脚本
- 1986年 セブンス・カース（中国語版） - 本人役/ナレーター。本作品は倪匡の原振俠シリーズ（中国語版）の小説『血咒（中国語版）』を映画化したものである[8]。
- 1986年 飛龍伝説オメガクエスト - 原作
- 1986年 チャイナ・フィナーレ/清朝・最後の宦官 - 原作
- 1988年 エロティック・ヘヴン 鶯花楼 - 倪公子 役
- 1990年 痩せ虎とデブゴン - 出演
- 1992年 妖獣大戦 - 老陳 役・原作
- 1994年 チャイニーズ・ファイター/天空伝説 - 原作
- 1996年 冒険王 - 原作
- 2002年 ブルー・エンカウンター - 原作

### テレビドラマ
- 2002年 冒険王 キング・オブ・ヒーロー - 原作
- 2004年 六指琴魔 - 原作

## 作品

### SFシリーズ
- 衛斯理シリーズ
- 原振侠シリーズ
  - 天人
  - 迷路
  - 血咒
  - 海異
  - 寶狐
  - 靈椅
  - 奇縁
  - 精怪
  - 鬼界
  - 魔女
  - 失魂
  - 降頭
  - 巫豔
  - 愛神
  - 尋找愛神
  - 大犯罪者
  - 幽靈星座
  - 黑暗天使
  - 迷失樂園
  - 劫數
  - 快活秘方
  - 變幻雙星
  - 血的誘惑
  - 催命情聖
  - 黑白無常
  - 自殺陰謀
  - 假太陽
  - 無間地獄
  - 人鬼疑雲
  - 魂飛魄散
  - 宇宙殺手
  - 天皇巨星
- 亞洲之鷹羅開シリーズ
  - 鬼鐘
  - 妖偶
  - 魔像
  - 怪頭
  - 巨龍
  - 蛇神
  - 蜂后
  - 火鳳
  - 飛焰
  - 夜光
  - 異人
  - 死結
  - 解開死結
  - 困獸
  - 遊魂
- 非人協會シリーズ
  - 魚人、三千年死人、兩生、主宰、泥沼火人、大鷹
- 年輕人與公主シリーズ
  - 神機、暗算、天敵、夜歸、四條金龍、消失女神、離魂奇遇、神話世界、足球、寶刀、手套、大寶藏、尺蠖
- 女黑俠木蘭花シリーズ
  - 巧奪死光錶、血戰黑龍黨、火海生死鬥、海底火龍、地獄門、勇破火箭場、神祕高原、雷庫驚魂、死亡織錦、電眼怪客、冰川亡魂、奪命紅燭、智擒電子盜、死亡爆炸網、殺人獎金、隱形奇人、高空喋血、怒殲赤魔團、連環毒計、秘密黨、旋風神偸、天外恩仇、大破暗殺黨、魔掌餘生、血濺黄金柱、神祕血影掌、鑽石雷射、北極氫彈戰、潛艇迷宮、玻璃偽鈔模、黑暗歷險、人形飛彈、軍械大盜、斷頭美人魚、蜘蛛陷阱、無敵兇手、沉船明珠、無價奇石、失蹤新娘、怪新郎、金庫奇案、龍宮寶貝、珊瑚古城、獵頭禁地、魔畫、死神宮殿、復活金像、遙控謀殺案、地道奇人、蜜月奇遇、冷血人、生死碧玉、電網火花、古屋奇影、金廟奇佛、天才白癡、生命合同、三屍同行、無風自動、無名怪屍
- 少年ウェズリー・シリーズ
  - 少年衛斯理、天外桃源
- 浪子高達シリーズ
  - 珍珠蕩婦、盜屍豔遇、紅粉貓、血美人、水晶豔女、金球紅唇、微晶之秘、超腦終極戰
- 俠盜影子シリーズ
  - 麗人劫、寶石眼
- 神探高斯シリーズ
  - 晩禮服、鬼照片、水中寶盒、怪房子、預告、出術、飛艇、魔鬼的舞蹈、未卜先知、迷途橫禍、怪人奇騙、妖女煞星、擒兇記、金髪女、及時趕到、弄假成真、霧夜煞星、催眠之術、奇蹟、粉紅鑽石、太陽神、金酋長、奇輪、風向、亞洲皇后、黑美人、閃電天、古墨、三與四

### 武侠小説とその他
- 六指琴魔
- 六指琴魔續集
- 龍虎雙劍俠
- 八俊傑
- 寶劍千金
- 冰天俠女
- 長虹貫日
- 飛針
- 故劍
- 紅鏢
- 火鳳凰
- 黄土
- 金腰帯
- 殺氣嚴霜
- 鐵蝙蝠
- 鐵手無情
- 小白鳳
- 新獨臂刀
- 銀劍恨
- 啞俠
- 不了仇
- 鐵拳
- 紫青雙劍録
- 通神
- 異軍
- 蛇王石
- 創造
- 血美人
- 心變
- 一劍情深
- 情天劍痕
- 俠血紅翎
- 江湖浪子
- 紅塵白刃
- 飄花劍雨
- 慧劍情絲
- 劍谷幽魂
- 劍亂情迷
- 玲瓏雙劍
- 血掌魅影
- 玉女金戈
- 一劍動四方
- 一劍振八方
- 南明潛龍傳
- 斷腸刃
- 虎魄冰魂
- 飛燕情刀
- 俠女英魂
- 倩女情俠
- 十三太保
- 太虚幻境
- 騙徒
- 香港怪故事
- 香港鬼故事
- 香港鬼故事・第2集
- 香港鬼故事・第3集
- 倪匡談金庸
- 倪匡鬼話系列
  - 寶寶不要哭、麻將遇鬼記、搖搖搖、搖到外婆橋、倪匡説鬼、自來鬼、見聞傳奇、廁所裡有鬼、城市怪故事

### 日本語訳
- 『猫―NINE LIVES』（原題：老猫、「衛斯理」名義、押川雄孝訳、徳間文庫、1991年）